# Mitja cobla
A Mitja cobla é uma formação de música tradicional formada por dois músicos que tocam três instrumentos: um intérprete toca a cornamusa (denominada também sac de gemecs, nome mais habitual actualmente) e o outro toca ao mesmo tempo o flabiol e o tamborí. Esta formação elementar, que se manteve de forma estável ao longo de muitos séculos em Catalunha, é conhecido em Maiorca pelo nome de colla de xeremiers. Em Maiorca é onde esta formação tem perdurado com mais vitalidade na música tradicional.
É uma formação de rua muito completa e eficiente, já que conta tão só duas pessoas consegue-se uma forte presença, que engloba melodia e percussão. O grall –da cornamusa– e o flabiol fazem exactamente a mesma melodia, tocando completamente em uníssono. A cornamusa, com o seu som contínuo característico, proporciona um momento harmónico. E o tamborí, cura som é emitido com uma única batida no tambor, marca o ritmo imprescindível.
Existe registo deste tipo de formação desde princípios do século XIV por todos os lados da geografia catalã, intervindo em quaisquer tipos de manifestações e rituais, desde a acompanhamento de autoridades, em bailes e em cortejos, até à animação de eventos.